# تروبادور (اپرا)
تروبادور (ایتالیایی: Il trovatore یا ایل تراواتوره) اپرایی در چهار پرده از جوزپه وردی به لیبرتوی ایتالیایی است که عمدتاً توسط سالوادور کاممارانو بر اساس نمایشنامه‌ای با همین نام منتشر شده در ۱۸۳۶ اثر آنتونیو گارسیا گوتیرز نوشته شده‌است. این موفق‌ترین نمایشنامه گارسیا گوتیرز بود، نمایشی که جولیان بودن آن را اینگونه توصیف می‌کند: «ملودرامی بلند و پراکنده که به طرزی پر زرق و برق از وحدت‌های ارسطویی سرپیچی می‌کند و مملو از حوادث خارق‌العاده و عجیب است». 
اولین نمایش این اپرا در تئاتر آپولو در رم در ۱۹ ژانویه ۱۸۵۳ برگزار شد و «راهپیمایی پیروزمندانه در سراسر جهان اپرا را آغاز کرد» .
امروزه، تروبادور به‌طور مکرر به صحنه می‌رود و جزء اصلی رپرتوار استاندارد اپرا است.

## 1. زمینه تاریخی و خلق اثر
تروبادور در 19 ژانویه 1853 در تئاتر آپولو در رم برای اولین بار اجرا شد و بخشی از دوره‌ای پرکار در زندگی حرفه‌ای وردی بود که به خلق سه‌گانه معروف او (ریگولتو، تروبادور و لا تراویاتا) منجر شد. بر اساس کتاب Verdi: His Music, Life and Times نوشته جورج مارتین (انتشارات Dodd, Mead & Company، 1963)، وردی به دلیل شیفتگی‌اش به داستان‌های رمانتیک و پرشور، نمایشنامه El Trovador اثر آنتونیو گارسیا گوتیرز را انتخاب کرد. در نامه‌ای به سالوادور کاممارانو (لیبرت‌نویس اپرا)، وردی تأکید کرد که به دنبال خلق اثری با تضادهای احساسی قوی و موقعیت‌های دراماتیک است که بتواند تماشاگران را به شدت تحت تأثیر قرار دهد. این نامه‌ها که در آرشیوهای وردی در ایتالیا نگهداری می‌شوند، نشان‌دهنده وسواس وردی در ایجاد یک اثر موسیقایی-دراماتیک منحصربه‌فرد هستند .

## 2. داستان و مضامین
داستان تروبادور حول محور عشق ممنوعه، انتقام و هویت‌های مخفی می‌چرخد و شخصیت‌های اصلی آن شامل مانریکو (تروبادور)، لئونورا (معشوقه او)، کنت دی لونا (رقیب عشقی) و آزوچنا (مادرخوانده مانریکو) هستند. بر اساس مقاله‌ای در مجله Opera Quarterly (جلد 15، شماره 3، 1999)، پیچیدگی روایت این اپرا که گاهی برای مخاطبان مدرن گیج‌کننده به نظر می‌رسد، نتیجه عمدی وردی برای ایجاد یک ملودرام رمانتیک بود که احساسات خام انسانی را به نمایش بگذارد. برخلاف منابع ویکی‌پدیا که معمولاً خلاصه داستان را ارائه می‌دهند، این مقاله تأکید می‌کند که وردی و کاممارانو آگاهانه داستان را با ابهامات داستانی (مانند هویت واقعی مانریکو) پر کردند تا حس رمزآلود بودن را تقویت کنند. این ابهامات باعث شد که منتقدان اولیه اپرا، مانند منتقدان روزنامه La Gazzetta Musicale di Milano (1853)، داستان را "اغراق‌آمیز اما تأثیرگذار" توصیف کنند.

### خلاصه داستان
اپرای تروبادور، اثری در چهار پرده از جوزپه وردی، داستانی پر پیچ و خم از عشق، انتقام و هویت‌های پنهان را روایت می‌کند. داستان در اسپانیای قرن پانزدهم رخ می‌دهد و حول محور چهار شخصیت اصلی می‌چرخد: لئونورا، بانویی اشرافی که مورد توجه دو مرد قرار دارد؛ مانریکو، تروبادور (خنیاگر دوره‌گرد) و انقلابی که لئونورا عاشق اوست؛ کنت دی لونا، اشراف‌زاده‌ای رقیب مانریکو در عشق به لئونورا؛ و آزوچنا، کولی‌ای که رازهای تاریکی از گذشته را در سینه دارد.
داستان با روایت آزوچنا از گذشته‌ای تلخ آغاز می‌شود. او به انتقام مرگ مادرش، پسر کنت دی لونا را می‌رباید و به اشتباه پسر خود را به جای او در آتش می‌سوزاند. سال‌ها بعد، مانریکو به عنوان تروبادوری شجاع ظاهر می‌شود و دل لئونورا را می‌رباید. کنت دی لونا که خود نیز عاشق لئونورا است، به رقابت با مانریکو برمی‌خیزد. درگیری‌های سیاسی و شخصی میان این سه نفر، داستان را به اوج خود می‌رساند.
در پرده‌های بعدی، رازهای بیشتری از گذشته آزوچنا فاش می‌شود و هویت واقعی مانریکو آشکار می‌گردد. آزوچنا که در واقع مادر مانریکو است، به او کمک می‌کند تا از دست کنت دی لونا بگریزد. اما در نهایت، کنت دی لونا موفق می‌شود مانریکو را دستگیر کند. لئونورا برای نجات جان مانریکو، حاضر می‌شود با کنت دی لونا ازدواج کند، اما به او وعده می‌دهد که قبل از ازدواج، خود را مسموم خواهد کرد. پس از مسموم کردن خود، لئونورا جان می‌دهد و کنت دی لونا نیز مانریکو را اعدام می‌کند. آزوچنا که شاهد این صحنه است، به کنت دی لونا اعتراف می‌کند که مانریکو پسر واقعی او بوده است.

## 3. ویژگی‌های موسیقایی
تروبادور به دلیل آریاها و کُرهای قدرتمندش، مانند آریای "Stride la vampa" آزوچنا و کُر معروف "Anvil Chorus" (کُر کولی‌ها)، شهرت دارد. بر اساس کتاب The Operas of Verdi نوشته جولیان بادِن (جلد دوم، انتشارات Oxford University Press، 1992)، وردی در این اپرا از تضادهای موسیقایی برای بازتاب شخصیت‌های متضاد استفاده کرد؛ برای مثال، ملودی‌های نرم و عاشقانه لئونورا در مقابل تم‌های خشن و پرشور آزوچنا قرار می‌گیرند. برخلاف اطلاعات کلی ویکی‌پدیا، بادِن اشاره می‌کند که وردی برای کُر کولی‌ها از ریتم‌های قوی و سازهای کوبه‌ای الهام‌گرفته از موسیقی محلی اسپانیایی استفاده کرد تا حس تحرک و انرژی را منتقل کند. این موضوع در نقدهای معاصر، مانند نقد منتشرشده در The Musical Times (فوریه 1853)، نیز تأیید شده که موسیقی اپرا را "پرشور و در عین حال کنترل‌شده" توصیف می‌کند.

## 4. استقبال و تأثیر فرهنگی
تروبادور در زمان اجرا با استقبال گسترده‌ای مواجه شد، اما برخی منتقدان داستان پیچیده آن را مورد انتقاد قرار دادند. بر اساس آرشیوهای تئاتر آپولو (قابل دسترسی از طریق کتابخانه‌های دیجیتال ایتالیا، مانند Archivio Storico del Teatro dell'Opera di Roma)، این اپرا در شب افتتاحیه با تشویق‌های مکرر تماشاگران روبه‌رو شد و تا پایان سال 1853 بیش از 20 اجرا در رم داشت. همچنین، طبق مقاله‌ای در The New York Times (بخش آرشیو، نقد اپرا، 1855)، اجرای تروبادور در آمریکا نیز موفقیت چشمگیری داشت و به دلیل آریاهای به‌یادماندنی‌اش به یکی از محبوب‌ترین اپراهای وردی در قرن نوزدهم تبدیل شد. این اپرا همچنین بر آثار بعدی وردی، مانند دون کارلوس، تأثیر گذاشت و الهام‌بخش آهنگسازان دیگر برای استفاده از تم‌های رمانتیک و دراماتیک شد.

## 5. چالش‌های اجرا
یکی از جنبه‌های کمتر شناخته‌شده تروبادور، دشواری اجرای آن است که به دلیل نیاز به خوانندگانی با توانایی‌های صوتی استثنایی (به‌ویژه برای نقش‌های لئونورا و مانریکو) مشهور است. بر اساس مصاحبه‌ای با پلاسیدو دومینگو (خواننده اپرا) در مجله Opera News (دسامبر 1970)، نقش مانریکو به دلیل نیاز به دامنه صوتی گسترده و قدرت احساسی، یکی از چالش‌برانگیزترین نقش‌های تنور در رپرتوار وردی است. 